# جاناتان مک‌کی
جاناتان مک‌کی (انگلیسی: Jonathan McKee؛ زادهٔ ۱۹ دسامبر ۱۹۵۹) قایقران قایق بادبانی اهل ایالات متحده آمریکا بود.
وی در مسابقات کشوری و بین‌المللی در مجموع برندهٔ ۱ مدال طلا، ۱ مدال برنز شده‌است.